# 烏梢蛇屬
烏梢蛇屬（學名：Zaocys）是蛇亞目游蛇科下的一個蛇屬，主要分布於亞洲，包括中國、新加坡、馬來西亞、泰國等。

## 物種
- 烏梢蛇（Zaocys dhumnades）
- 黑線烏梢蛇（Zaocys nigromarginatus）